# Zelotes brennanorum
Zelotes brennanorum FitzPatrick, 2007 è un ragno appartenente alla famiglia Gnaphosidae.

## Etimologia
Il nome della specie è in onore dei raccoglitori degli esemplari in data 13 maggio 1999: P. e K. Brennan, parenti della descrittrice.

## Caratteristiche
Questa specie non è stata attribuita a nessun gruppo: si distingue dalle altre per avere la forma particolare dell'apofisi tibiale e dell'embolus, peculiarità che finora non sono state riscontrate altrove.
L'olotipo maschile rinvenuto ha lunghezza totale è di 7,44mm; la lunghezza del cefalotorace è di 3,56mm; e la larghezza è di 2,50mm.

## Distribuzione
La specie è stata reperita nello Zimbabwe occidentale: l'olotipo maschile è stato rinvenuto nei pressi della città di Bulawayo. Altri esemplari sono stati reperiti nella foresta di Chisasira, a pochi chilometri dalla città di Chintheche, nel Malawi orientale.

## Tassonomia
Al 2016 non sono note sottospecie e dal 2007 non sono stati esaminati nuovi esemplari.